# 김동민 (1992년)
김동민(1992년 9월 6일 ~ )는 대한민국의 전 축구 선수로, 포지션은 수비수였었다.